# I Klucz Kominowy (Kr)
I Klucz Kominowy (Kr) – polska jednostka lotnicza utworzona we Francji w maju 1940 jako pododdział Polskich Sił Powietrznych.

## Formowanie i działania
Jednostka została przydzielona do francuskiej eskadry Groupe de Chasse et de Défense I/55 17 maja 1940 roku. Dowódcą jednostki został  mjr Zdzisław Krasnodębski. Klucz stacjonował na tyłach frontu. Miejscami postoju były Châteaudun, Étampes, Limoges, Bordeaux. Nieskuteczność francuskiego systemu dowodzenia sprawiała, że załogi były podrywane do zadań zbyt późno i nie miały możliwości przechwycenia przeciwnika. Także piloci francuscy nie wykazywali większej woli walki. Powtarzające się tego rodzaju sytuacje spowodowały wystąpienie mjr. Krasnodębskiego z wnioskiem o wysyłanie polskich pilotów wyłącznie z pilotami czeskimi. Do pierwszego kontaktu bojowego z Niemcami doszło dopiero 3 czerwca w czasie niemieckiego ataku bombowego na lotnisko w Chateaudun. W tym dniu  Stanisław Karubin odniósł jedyne zwycięstwo dla jednostki. Zestrzelił niemiecki samolot bombowy Dornier Do 17.
12 czerwca do jednostki dołączył klucz por. Franciszka Skiby. W ostatnich dniach kampanii francuskiej klucz patrolował okolice fabryki silników w Limoges, a następnie 16–17 czerwca brali udział w obronie Bordeaux, skąd drogą morską na statku „Kmicic” 21 czerwca zostali ewakuowani do Wielkiej Brytanii. Wszyscy piloci z klucza rozpoczęli służbę w Dywizjonie 303.

## Żołnierze klucza
Piloci
- mjr Zdzisław Krasnodębski – dowódca
- ppor. Jan Zumbach
- kpr. Marian Bełc
- kpr. Stanisław Karubin
- por. Franciszek Skiba – od 12 czerwca
- por. Eugeniusz Antolak – od 12 czerwca
- plut. Marcin Machowiak – od 12 czerwca